# Alfentanil
L'alfentanil (Rapifen, R39209) est un analgésique majeur alternatif à la morphine utilisé en anesthésie sous forme de chlorhydrate d'alfentanil (Rapifen). Son délai d'action court et son élimination rapide le rendent intéressant pour les chirurgies de courte durée. Il a été synthétisé pour la première fois en 1976. 
Comparé au Fentanyl, qui lui est chimiquement apparenté, il exerce un effet quatre fois plus rapide et trois fois plus court, avec une puissance analgésique 4 fois plus faible. 1 mg de Fentanyl = 4 mg d'Alfentanyl.
Le pic analgésique intervient déjà une minute après l'injection.